# Chanceaux-près-Loches
Chanceaux-près-Loches ist eine Gemeinde im französischen Département Indre-et-Loire in der Region Centre-Val de Loire. Sie gehört zum Kanton Loches im gleichnamigen Arrondissement. Sie grenzt im Nordosten an Chambourg-sur-Indre, im Südosten an Loches, im Südwesten an Mouzay und im Nordwesten an Dolus-le-Sec.

## Geschichte
Im Zweiten Weltkrieg, als sich Frankreich unter deutscher Besatzung befand, hatte Georges Lecoz in Chanceaux-près-Loches sein Hauptquartier. Lecoz war ein Berufskrimineller, der sich den Nazis anschloss. Nachdem er diese bestohlen hatte, gab er vor, ein Résistance-Kämpfer zu sein, wobei sich seine Aktivitäten ausschließlich am Ziel orientierten, andere Kollaborateure oder Résistance-Kämpfer zu berauben und zu töten. Im nahen Loches errichtete der Betrüger eine Willkürherrschaft. Von dort verschleppte er Frauen auf das Schloss Chanceaux, die er missbrauchte.

## Literatur

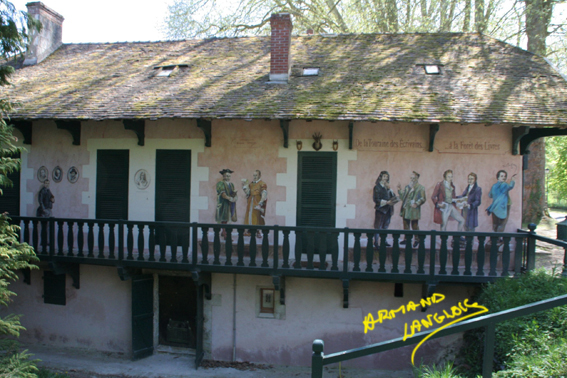
Fresko an einer Jagdhütte in Chanceaux-près-Loches

## Bevölkerungsentwicklung
| Jahr      | 1962 | 1968 | 1975 | 1982 | 1990 | 1999 | 2008 | 2015 |
| --------- | ---- | ---- | ---- | ---- | ---- | ---- | ---- | ---- |
| Einwohner | 167  | 163  | 108  | 155  | 154  | 143  | 148  | 136  |